# José María Sánchez Silva
José María Sánchez-Silva y García-Morales (Madrid, 11 de novembro de 1911 — Madrid, 13 de janeiro de 2002), foi um escritor espanhol.
Destacou-se na literatura infantil, sendo o único espanhol a ganhar o Prêmio Hans Christian Andersen, o mais importante prêmio da literatura infantil mundial. De todas as obras de José Maria Sánchez Silva destaca-se "Marcelino Pão e Vinho", que foi adaptado para o cinema e até para desenho animado.

## Obras
- Marcelino Pan y Vino (1953)[3]
- Primavera de papel (1953)[3]
- Historias de mi calle (1954)[3]
- Fábula de la burrita Non (1956)[3]
- Tres novelas y pico (1958)[3]

## Prémios
- Prêmio Hans Christian Andersen 1968[4]
- Prémio Nacional de Narrativa 1952[4]